# Caenis maculata
Caenis maculata is een haft uit de familie Caenidae. De wetenschappelijke naam van de soort is voor het eerst geldig gepubliceerd in 1952 door Tshernova.
De soort komt voor in het Palearctisch gebied.